# Eugen Spiridonov
Eugen ou Evgenij Spiridonov (né le 2 avril 1982 à Tcheliabinsk) est un gymnaste allemand.